# 拉厄陨击坑
拉厄陨击坑（Rahe）是火星塔尔西斯区的一座撞击坑，中心坐标位于北纬25.05度、东经262.52度处，直径34.44公里。其名称取自德裔美籍天文学家兼美国宇航局科学项目部主任于尔根·拉厄(1939年-1997年），2000年被国际天文联合会行星系统命名工作组批准接受.

## 描述
拉厄陨击坑是一座35公里×18公里的细长撞击坑，这是由斜向撞击所产生的结果。一条通道将它连接到刻拉俄尼斯火山丘山顶的破火山口附近，在通道下游的末端有一片醒目的扇形沉积物。
该陨坑某些地方深约1公里深，其细长的形状和“蝶翅”般分布的喷射物很明显是由小角度撞击所形成。据信，拉厄陨击坑中曾有过一座湖泊，该湖泊形成于附近刻拉俄尼斯火山丘熔岩热量所融化的冰川，融化的液态水先是聚集中刻拉俄尼斯火山丘破火山口中，之后从火山口漫溢而出形成河谷和拉厄坑中的湖泊。携带水流的河谷宽约200米，在河谷进入陨坑的地方形成了一片三角洲。
火山地热融化冰川的事件在冰岛很常见，冰川下的喷发被称为冰湖溃洪，平均每百年两次。气候变化研究表明，当气候不同时，许多低纬度地区都累积了大量的积雪。。

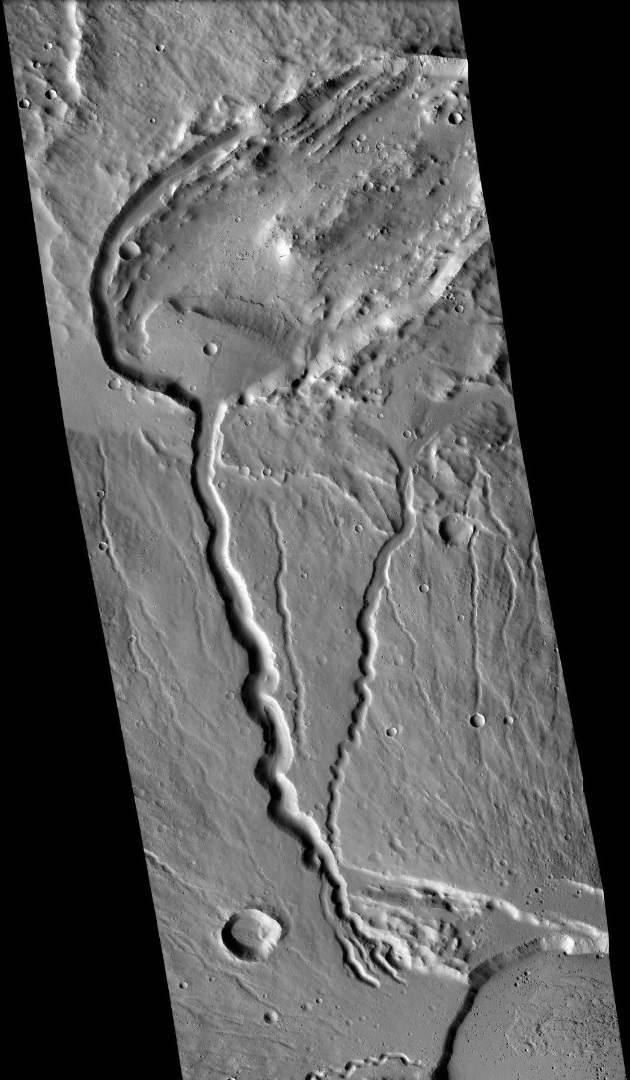
火星勘测轨道飞行器背景相机拍摄的拉厄陨击坑。
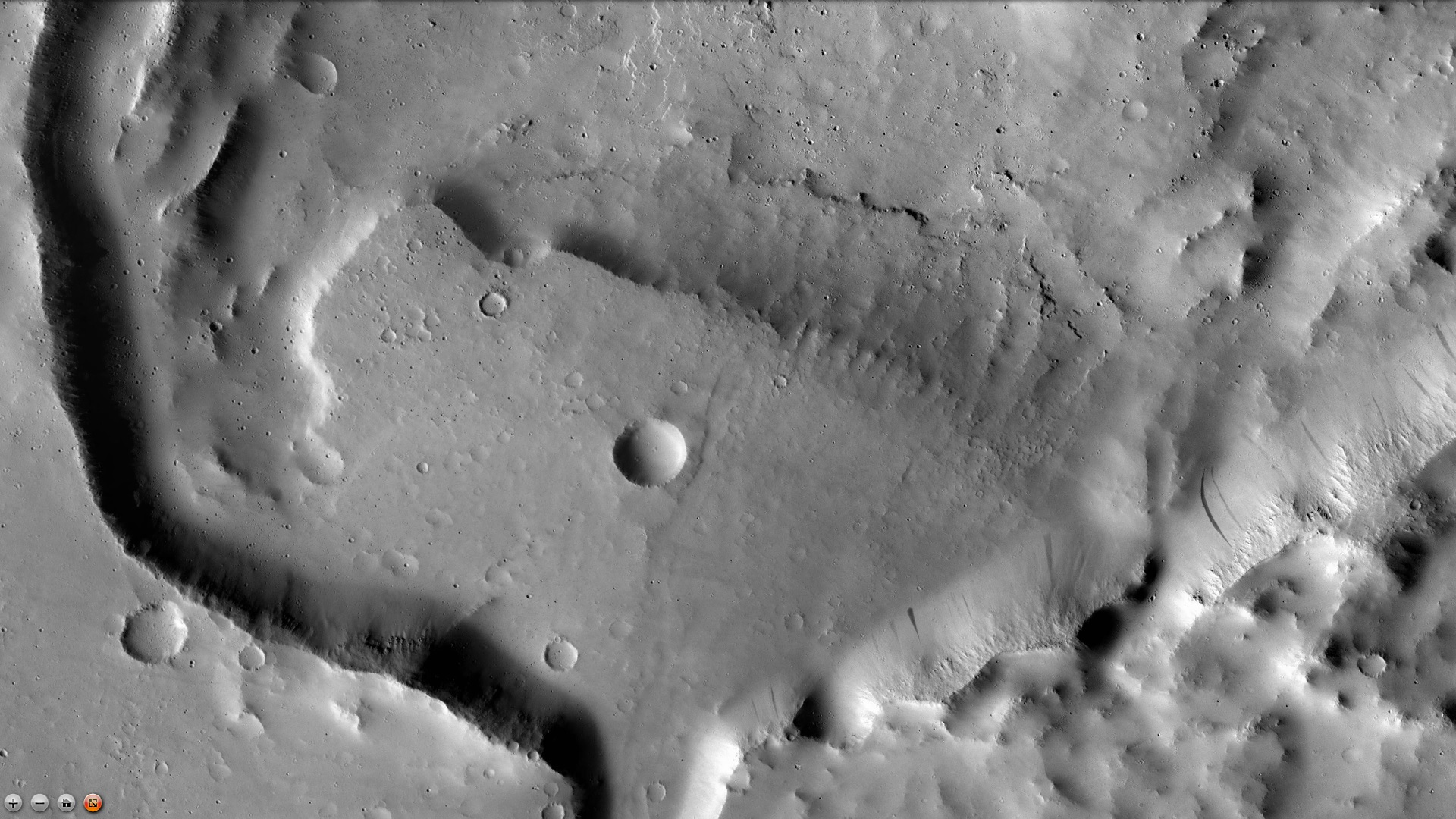
拉厄陨击坑内的三角洲，注：这是前一幅图像的放大。

## 另请查看
- 火星气候
- 火星地质
- 撞击坑
- 小行星3537于尔根|命名
- 火星撞击坑